# Adieu chérie
Pour plus de détails, voir Fiche technique et Distribution.
Adieu chérie est un film français réalisé par Raymond Bernard, sorti en 1946.

## Synopsis
Pour éviter un mariage arrangé avec une riche héritière, Bruno Brétillac, un jeune bourgeois, propose à "Chérie", une entraîneuse qu'il rencontre dans un salon de jeux, un stratagème : l'épouser contre rémunération, et plus tard divorcer.

## Fiche technique
- Titre : Adieu chérie
- Réalisation : Raymond Bernard
- Scénario : Raymond Bernard, Jacques Companéez, Alex Joffé et Marc-Gilbert Sauvajon d'après une histoire de Jacques Companéez et Alex Joffé
- Assistant réalisateur : Guy Lefranc
- Production : Adolphe Osso et Jacques Roitfeld
- Société de production : Les Films Osso, Jacques Roitfeld et Films Vendôme
- Photographie : Robert Lefebvre
- Montage : Charlotte Guilbert
- Musique : Wal-Berg
- Décors : Robert Gys
- Photographe de plateau : Lucienne Chevert
- Pays d'origine : France
- Format :   Noir et blanc - 35 mm - 1,37:1  - Son mono
- Genre : Film dramatique
- Durée : 115 minutes (1 h 55)
- Date de sortie : France : 26 avril 1946

## Distribution
- Danielle Darrieux : Elisabeth Delors dite "Chérie"
- Jacques Berthier : Bruno Brétillac
- Louis Salou : Maxime
- Gabrielle Dorziat : Constance Brétillac
- Pierre Larquey : Édouard Brétillac
- Robert Seller : Étienne Brétillac
- Germaine Stainval : Thérèse Brétillac
- Alice Tissot : madame Chomelette
- Rolande Forest : Aimée Chomelette
- Jean-Jacques Delbo : Ricardo Cordillas
- Pierre Sergeol : Armand, le tenancier du tripot
- Charles Aznavour : un des duettistes du tripot
- Pierre Roche : l'autre duettiste
- Palmyre Levasseur : la concierge
- Marguerite de Morlaye : une invitée
- Edouard Hemme : le cocher
- Brigitte Auber